# Mahmoud Khalil
Mahmoud Khalil (nascido em 1 de junho de 1991) é um handebolista egípcio que integrou a seleção egípcia nos Jogos Olímpicos de Verão de 2016 no Rio de Janeiro, onde a equipe ficou em nono lugar. Atua como goleiro e joga pelo clube El Jaish.